# Wikstroemia
Wikstroemia is een geslacht uit de peperboompjesfamilie (Thymelaeaceae). De soorten komen voor in Australazië, Zuidoost-Azië, China, Korea en Japan.

## Soorten
- Wikstroemia albiflora
- Wikstroemia alternifolia
- Wikstroemia angustifolia
- Wikstroemia australis
- Wikstroemia balansae
- Wikstroemia bicornuta
- Wikstroemia chuii
- Wikstroemia coriacea
- Wikstroemia elliptica
- Wikstroemia forbesii
- Wikstroemia fruticosa
- Wikstroemia furcata
- Wikstroemia ganpi
- Wikstroemia gracilis
- Wikstroemia hainanensis
- Wikstroemia hanalei
- Wikstroemia indica
- Wikstroemia johnplewsii
- Wikstroemia lanceolata
- Wikstroemia liangii
- Wikstroemia ligustrina
- Wikstroemia linearifolia
- Wikstroemia linoides
- Wikstroemia longipaniculata
- Wikstroemia micrantha
- Wikstroemia monnula
- Wikstroemia mononectaria
- Wikstroemia monticola
- Wikstroemia nutans
- Wikstroemia oahuensis
- Wikstroemia ovata
- Wikstroemia pampaninii
- Wikstroemia parviflora
- Wikstroemia pauciflora
- Wikstroemia paxiana
- Wikstroemia phillyreifolia
- Wikstroemia polyantha
- Wikstroemia pulcherrima
- Wikstroemia retusa
- Wikstroemia ridleyi
- Wikstroemia rosmarinifolia
- Wikstroemia sandwicensis
- Wikstroemia scytophylla
- Wikstroemia sikokiana
- Wikstroemia stenophylla
- Wikstroemia trichotoma
- Wikstroemia skottsbergiana†
- Wikstroemia souliei
- Wikstroemia taiwanensis
- Wikstroemia techinensis
- Wikstroemia tenuiramis
- Wikstroemia uva-ursi
- Wikstroemia villosa